# Hòa Hiệp Trung
Hòa Hiệp Trung là một phường thuộc thị xã Đông Hòa, tỉnh Phú Yên, Việt Nam.

## Địa lý
Phường Hòa Hiệp Trung nằm ở phía đông bắc thị xã Đông Hòa, có vị trí địa lý:
- Phía đông giáp Biển Đông
- Phía tây giáp các phường Hòa Vinh, Hòa Xuân Tây và xã Hòa Xuân Đông
- Phía nam giáp phường Hòa Hiệp Nam
- Phía bắc giáp phường Hòa Hiệp Bắc.

Phường Hòa Hiệp Trung có diện tích 13,48 km², dân số năm 2019 là 21.994 người, mật độ dân số đạt 1.632 người/km².
Đây là phường có nền kinh tế phát triển nhanh, có khu công nghiệp Hòa Hiệp lớn nhất tỉnh, quốc lộ 29 đi ngang địa bàn phường nối liền cảng biển Vũng Rô với thị xã Buôn Hồ thuộc tỉnh Đắk Lắk.

## Lịch sử
Phường Hòa Hiệp Trung trước đây vốn là một phần xã Hòa Hiệp thuộc huyện Tuy Hòa cũ.
Ngày 30 tháng 9 năm 1981, Hội đồng Bộ trưởng ban hành Quyết định 100-HĐBT. Theo đó, chia xã Hòa Hiệp thành 3 xã Hòa Hiệp Bắc, Hòa Hiệp Trung và Hòa Hiệp Nam.
Ngày 16 tháng 5 năm 2005, huyện Tuy Hòa chia tách thành hai huyện Đông Hòa và Tây Hòa. Xã Hòa Hiệp Trung thuộc huyện Đông Hòa.
Ngày 6 tháng 8 năm 2013, Chính phủ ban hành Nghị quyết số 94/NQ-CP. Theo đó, thành lập thị trấn Hòa Hiệp Trung trên cơ sở toàn bộ 1.349,61 ha diện tích tự nhiên và 20.445 người của xã Hòa Hiệp Trung.
Ngày 22 tháng 4 năm 2020, Ủy ban Thường vụ Quốc hội ban hành Nghị quyết số 931/NQ-UBTVQH14 năm 2020 về việc thành lập thị xã Đông Hòa và các phường thuộc thị xã Đông Hòa (nghị quyết có hiệu lực từ ngày 1 tháng 6 năm 2020). Theo đó, thành lập phường Hòa Hiệp Trung thuộc thị xã Đông Hòa trên cơ sở toàn bộ 13,48 km² diện tích tự nhiên và 21.994 người của thị trấn Hòa Hiệp Trung.

## Hành chính
Phường Hòa Hiệp Trung được chia thành 8 khu phố: Phú Hiệp I, Phú Hiệp II, Phú Hiệp III, Phú Hòa, Phú Thọ, Phú Thọ I, Phú Thọ II, Phú Thọ III.

## Đường phố
- Đường Tôn Thất Tùng
- Đường Võ Nguyên Giáp
- Đường Trần Phú
- Đường Nguyễn Hữu Dực
- Đường Lê Hanh
- Đường Nguyễn Văn Linh
- Đường Lư Giang
- Đường Hà Vi Tùng
- Đường Lương Tấn Thịnh
- Đường Hoà Hiệp
- Đường Hoàng Văn Thụ
- Đường Trần Nhân Tông
- Đường Lý Tự Trọng
- Đường Lê Anh Xuân
- Đường Huỳnh Tấn Phát.